# Gerd-Hinrich Schnepel
Gerd-Hinrich Schnepel (geb. 1943) war ein deutscher Buchhändler und ehemaliges Mitglied der Revolutionären Zellen. Er war Inhaber der „Politladen Buchhandlung und Verlags GmbH“ in Gaiganz, Oberfranken, die eng mit der linksradikalen Frankfurter Szene verbunden war. 1967 gründete er den SDS Erlangen. 1975 stieß er zu den Revolutionären Zellen. 1976 war er mit der bei einer Flugzeugentführung in Entebbe umgekommenen Brigitte Kuhlmann liiert. 1977 gab es ein Verfahren gegen ihn wegen des Verkaufs des Anarchistischen Kochbuchs. Etwa 1977 verließ er die RZ. Er wurde "Entwicklungshelfer" und gilt seit 1982 als Pionier des Biolandbaus in Nicaragua.